# Gebotener Feiertag
Gebotene Feiertage (lat. festa fori „Feste der Öffentlichkeit“) sind die Sonntage und Feste im liturgischen Kalender der katholischen Kirche, an denen die Gläubigen zur Teilnahme an einer Heiligen Messe verpflichtet sind.

„Am Sonntag und an den anderen gebotenen Feiertagen sind die Gläubigen zur Teilnahme an der Meßfeier verpflichtet; sie haben sich darüber hinaus jener Werke und Tätigkeiten zu enthalten, die den Gottesdienst, die dem Sonntag eigene Freude oder die Geist und Körper geschuldete Erholung hindern.“

Diese Verpflichtung wird auch Sonntagspflicht oder Präsenzpflicht genannt. Sie kann auch durch die Mitfeier der Vorabendmesse erfüllt werden. Für den Pfarrer einer Gemeinde besteht an gebotenen Feiertagen eine Applikationspflicht, das heißt, er ist verpflichtet, für die ihm anvertrauten Gläubigen eine Heilige Messe zu zelebrieren.
Von den festa fori, die von der ganzen Gemeinde mit Festtagsruhe gefeiert werden, sind zu unterscheiden die festa chori, die nur liturgisch als „Feste“ begangen werden.

## Deutschland
In allen Diözesen im Bereich der Deutschen Bischofskonferenz gelten neben den Sonntagen die folgenden gebotenen Feiertage:
- Geburt unseres Herrn Jesus Christus (25. Dezember)
- zweiter Weihnachtstag (26. Dezember)
- Hochfest der Gottesmutter Maria (1. Januar)
- Ostermontag
- Christi Himmelfahrt
- Pfingstmontag

Die folgenden vier Feiertage sind nicht in allen Diözesen Deutschlands gebotene Feiertage:
- Erscheinung des Herrn (6. Januar)
- Hochfest des Leibes und Blutes Christi (Fronleichnam), (Donnerstag der zweiten Woche nach Pfingsten)
- Aufnahme Mariens in den Himmel (15. August)
- Allerheiligen (1. November)

Sie sind es gemäß der folgenden Tabelle:
| Bistum               | Erscheinung des Herrn        | Fronleichnam                                      | Mariä Aufnahme in den Himmel | Allerheiligen                      |
| -------------------- | ---------------------------- | ------------------------------------------------- | ---------------------------- | ---------------------------------- |
| Aachen               |                              | •                                                 |                              | •                                  |
| Augsburg             | •                            | •                                                 | •                            | •                                  |
| Bamberg              | •                            | •                                                 | •                            | •                                  |
| Berlin               | •                            | •                                                 |                              | •                                  |
| Dresden-Meißen       | •                            | •                                                 |                              | •                                  |
| Eichstätt            | •                            | •                                                 | •                            | •                                  |
| Erfurt               | •                            | •                                                 |                              | •                                  |
| Essen                |                              | •                                                 |                              | •                                  |
| Freiburg             | •                            | •                                                 |                              | •                                  |
| Fulda                | •                            | •                                                 | •                            | •                                  |
| Görlitz              | •                            | •                                                 |                              | •                                  |
| Hamburg              | • (mecklenburgischer Anteil) | • (mecklenburgischer Anteil)                      |                              | • (mecklenburgischer Anteil)       |
| Hildesheim           |                              | •                                                 |                              | •                                  |
| Köln                 |                              | •                                                 |                              | •                                  |
| Limburg              | •                            | •                                                 | •                            | • (rheinland-pfälzischer Anteil)   |
| Magdeburg            | •                            | •                                                 |                              | •                                  |
| Mainz                |                              | •                                                 | •                            | •                                  |
| München und Freising | •                            | •                                                 | •                            | •                                  |
| Münster              |                              | • (nordrhein-westfälischer Anteil)                |                              | • (nordrhein-westfälischer Anteil) |
| Osnabrück            |                              |                                                   |                              |                                    |
| Paderborn            |                              | • (nordrhein-westfälischer und hessischer Anteil) |                              | • (nordrhein-westfälischer Anteil) |
| Passau               | •                            | •                                                 | •                            | •                                  |
| Regensburg           | •                            | •                                                 | •                            | •                                  |
| Rottenburg-Stuttgart | •                            | •                                                 |                              | •                                  |
| Speyer               |                              | •                                                 | • (saarländischer Anteil)    | •                                  |
| Trier                |                              | •                                                 | • (saarländischer Anteil)    | •                                  |
| Würzburg             | •                            | •                                                 | •                            | •                                  |

Die Hochfeste der Unbefleckten Empfängnis Mariens, des hl. Josef, der Geburt Johannes des Täufers, der Verkündigung des Herrn sowie der Apostel Petrus und Paulus sind in keiner Diözese kirchlich gebotene Feiertage.

## Österreich
In den Diözesen der Österreichischen Bischofskonferenz sind folgende Feiertage geboten:
- Geburt unseres Herrn Jesus Christus (25. Dezember)
- Hochfest der Gottesmutter Maria (1. Jänner)
- Erscheinung des Herrn (6. Jänner)
- Christi Himmelfahrt
- Hochfest des Leibes und Blutes Christi (Fronleichnam)
- Aufnahme Mariens in den Himmel (15. August)
- Allerheiligen (1. November)
- Unbefleckte Empfängnis Mariä (8. Dezember)